# Octanitrocubano
El octanitrocubano es un sólido blanco, estable (temperatura de descomposición mayor 200 °C), moderadamente soluble en hexano y soluble en solventes orgánicos polares.

## Historia
El octanitrocubano se sintetizó por primera vez en 1999 en la Universidad de Chicago, el equipo de Philip E. Eaton y  Mao-Xi Zhang en colaboración con Richard Gilardi del Naval Research Laboratory en Washington D. C.. Eaton había sido el primero en sintetizar el hidrocarburo cubano en 1964.

## Propiedades
La molécula tiene un esqueleto de ocho átomos de carbono que forman un cubo. Cada átomo de carbono está unido a otros tres átomos de carbono y a un grupo nitro. Es un derivado del hidrocarburo cubano, donde todos los átomos de hidrógeno, ocho, han sido sustituidos por un grupo nitro; esto lo convierte en uno de los pocos compuestos de la química orgánica que no contiene hidrógeno.
Se caracteriza por ser un compuesto altamente energético; su velocidad de detonación es de 9,90 km•s-1 mientras que la reacción de descomposición es altamente exotérmica, dada la formación de doce moles gaseosos: (véase ecuaciones de Kamlet-Jacobs).
C8(NO2)8 = 8 CO2 + 4 N2; ΔHrxn = – 3475 kJ/mol
La presión de detonación es de 489 kbar o 482,60 atm, la cual es un 24 y 40 % mayor a la de HMX y RDX respectivamente. La temperatura de explosión es de 5800 °C y el volumen de gas 611 dm³/kg o 283,5 dm³/mol.
La densidad calculada oscila entre 2,135 y 2,137 g/cm³, mientras que el dato experimental por difracción de rayos X es de 1,979 g/cm³. Esta gran diferencia se puede explicar a partir de la existencia de polimorfismos en la red cristalina, siendo el compuesto analizado uno de menor empacamiento.
Algunos parámetros estructurales calculados experimentalmente (rayos X) y a través de modelos moleculares (RHF y B3LYP).
|       | Rayos X | RHF   | B3LYP |
| ----- | ------- | ----- | ----- |
| C – C | 1,561   | 1,551 | 1,564 |
| C – N | 1,478   | 1,461 | 1,482 |
| N – O | 1,204   | 1,183 | 1,220 |

|           | Rayos X | RHF   | B3LYP |
| --------- | ------- | ----- | ----- |
| O – N – O | 128,0   | 129,1 | 128,9 |
| N – C – C | 136,2   | 137,8 | 137,4 |

Algunas propiedades electromagnéticas:
Afinidad electrónica = 3,43 eV.
Energía de ionización = 10,54 eV.
Energía orbital LUMO = – 5,35 eV.
Energía orbital HOMO = – 8,60 eV.
Factores como la gran entalpía de descomposición y las altas estabilidad y densidad predicen, según las ecuaciones de Kamlet-Jacobs, que este compuesto es un explosivo muy potente. No obstante, las diferentes rutas de síntesis son complejas y están lejos de poder ser aplicadas para una producción a gran escala.

## Síntesis

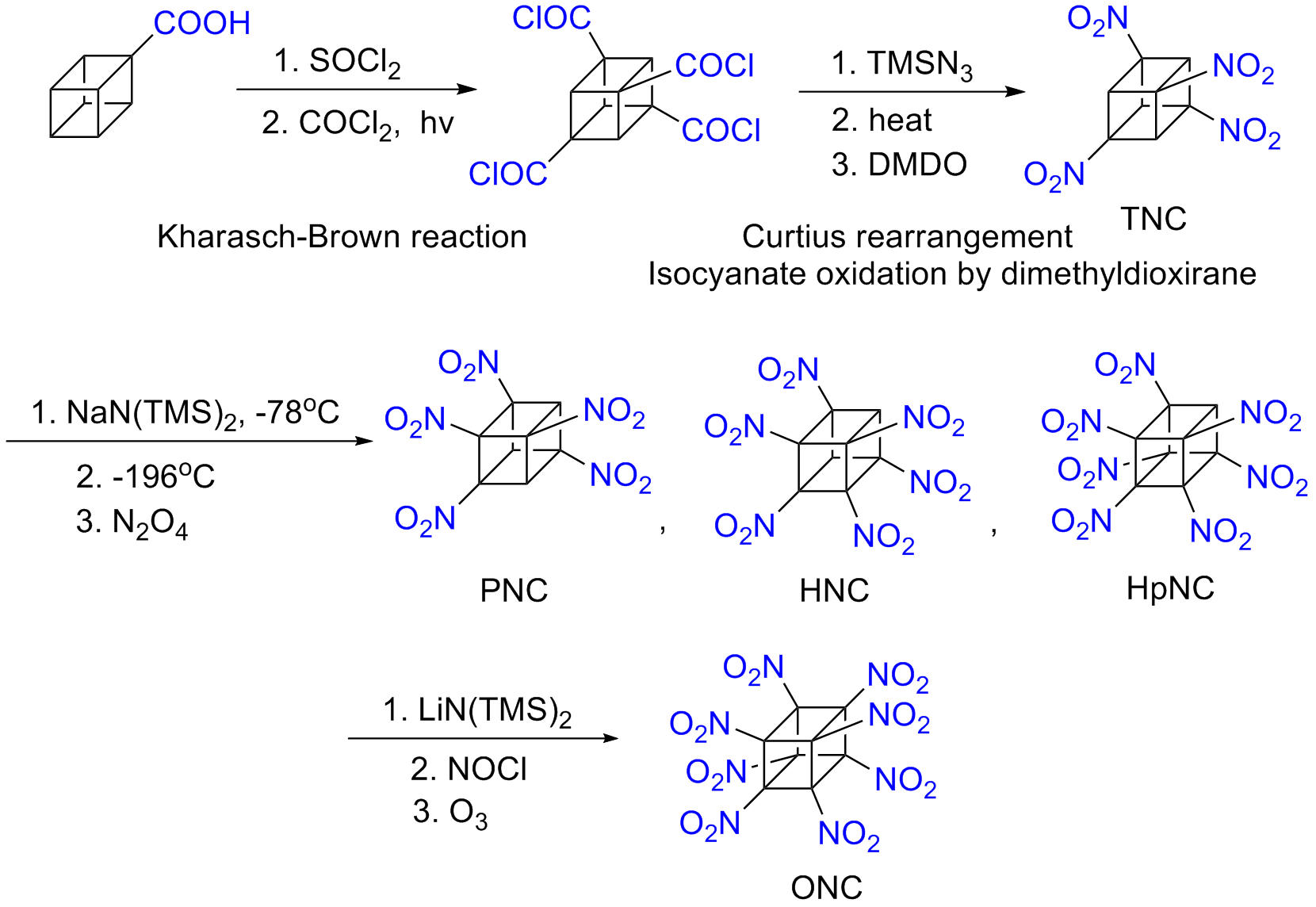
Síntesis del octanitrocubano

Aunque se prevé que el octanitrocubano sea uno de los explosivos más eficaces, la dificultad de su síntesis inhibe el uso práctico. La síntesis de Philip Eaton fue larga y difícil, y se requiere cubano (algo ya de por sí dificultoso) como punto de partida. Como resultado, el octanitrocubano es más caro en peso que el oro. Un camino propuesto para su síntesis es la ciclotetramerización del dinitroacetileno, aún por concretar y que es presumiblemente inestable.